# Наливайчук Юрій Богданович
Юрій Богданович Наливайчук (15 вересня 1977, м. Тернопіль, Україна — 1 лютого 2015, поблизу с. Преображенка, Україна) — український військовик 6-го окремого мотопіхотного батальйону 128-ї гірсько-піхотної бригади (раніше 6-й БТО Тернопільської області «Збруч»).

## Життєпис
Юрій Богданович Наливайчук народився 15 вересня 1977 року в місті Тернополі. Закінчив Тернопільську середню школу № 9.
Загинув близько 3:00 ранку 1 лютого 2015 під час пожежі та вибуху складу боєприпасів на території старої ферми в польовому таборі ЗСУ поблизу с. Преображенки Херсонської області, де розміщувалися бійці Тернопільського батальйону територіальної оборони «Збруч».

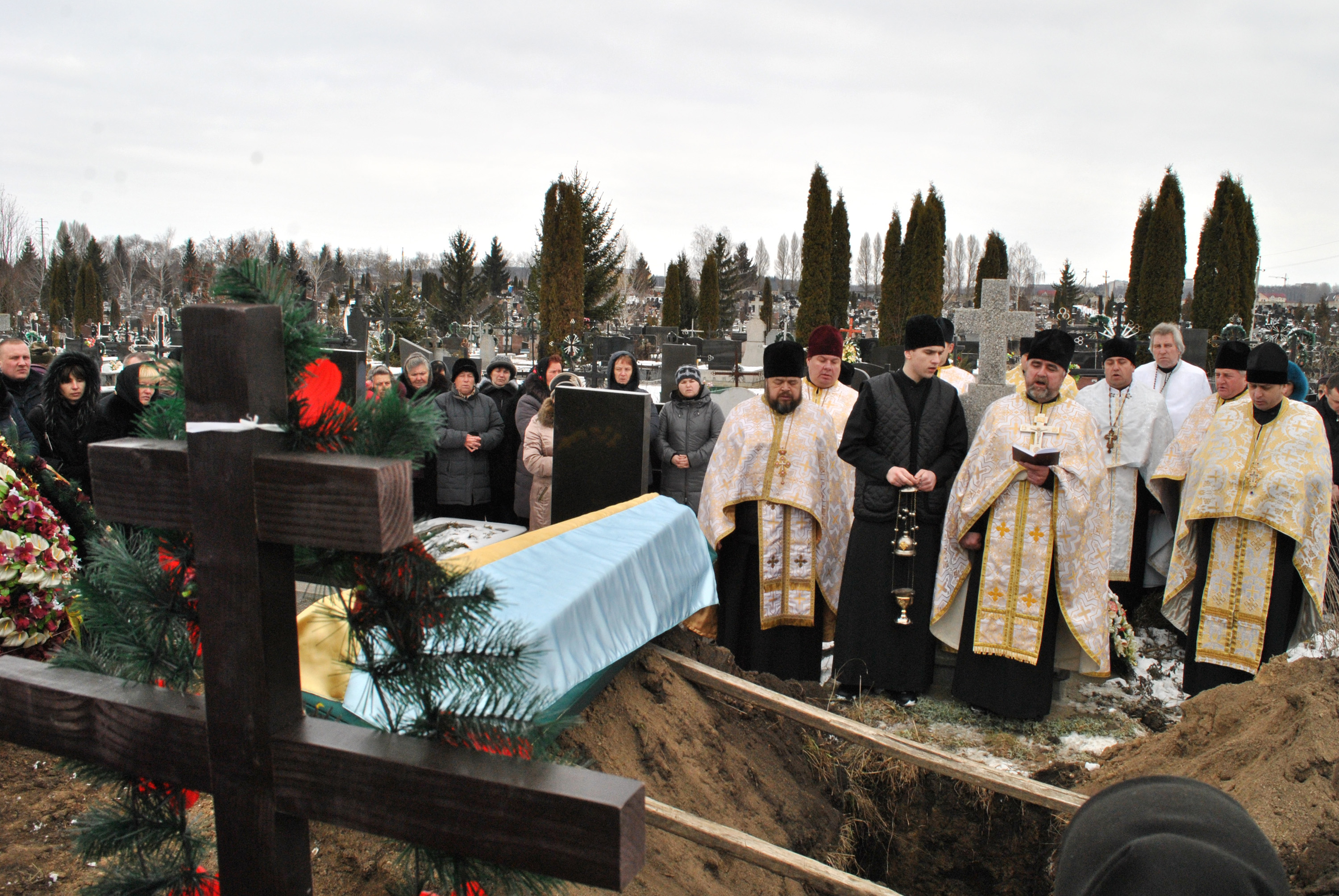
Похорон Юрія Наливайчука на Підгороднянському кладовищі Тернополя 6 лютого 2015 року

Поховали Юрія Наливайчука на міському кладовищі біля с. Підгороднього 6 лютого 2015 року.
Залишилися дружина та донька-другокласниця.

## Відзнаки та вшанування
- почесний громадянин Тернопільської області (26 серпня 2022, посмертно)[1];
- «Почесний громадянин міста Тернополя» (2015) — за особисту мужність і високий професіоналізм, який виявлений у захисті державного суверенітету та територіальної цілісності України[2].

- У листопаді 2017 в Тернополі, на стіні ЗОШ-економічний ліцей № 9, відкрили та освятили меморіальну дошку загиблому випускнику школи[3].